# Eleftherios Poupakis
Eleftherios  „Lefteris“ Poupakis (griechisch Ελευθέριος „Λευτέρης“ Πουπάκης, * 28. Dezember 1946) ist ein ehemaliger griechischer Fußballtorhüter.

## Spielerkarriere
Poupakis begann seine Karriere bei Egaleo AO Athen 1966. 1974 wechselte er zu Olympiakos Piräus. 1975 gewann er mit den rot-weißen das Double in Griechenland. 1979 ging er auf die Mittelmeerinsel Kreta zu OFI Kreta. Drei Jahre später kehrte er zurück aufs Festland und unterschrieb für ein Jahr bei Panathinaikos Athen. 1983 kehrte er zu Olympiakos zurück. Nach nur einem Jahr ging er zu Apollon Smyrnis und ließ dort seine Karriere ausklingen.   
International spielte Poupakis sechs Mal für die griechische Nationalmannschaft. Er nahm an der Fußball-Europameisterschaft 1980 in Italien teil und schied mit dem Team als Gruppenletzter in der Vorrunde aus. Er stand bei einem Spiel auf dem Platz. 

## Erfolge
- einmal griechischer Meister (1975)
- einmal griechischer Pokalsieger (1975)